# Liste der Mitglieder des Hessischen Landtags (12. Wahlperiode)
Diese Liste gibt einen Überblick über alle Mitglieder des Hessischen Landtags in der 12. Wahlperiode (5. April 1987 bis 4. April 1991).

## Präsidium
- Präsident:
 Jochen Lengemann (CDU) bis 22. Juli 1988
 Klaus Peter Möller (CDU) seit 28. Juli 1988
- Vizepräsidenten:
 Herbert Günther (SPD)
 Ruth Wagner FDP
 Georg Sturmowski (CDU)
 Erwin Lang (SPD) bis 19. Juli 1988
 Armin Clauss (SPD) seit 28. Juli 1988

## Zusammensetzung
Nach der Landtagswahl 1987 setzte sich der Landtag wie folgt zusammen:
| Fraktion   | Sitze |
| ---------- | ----- |
| CDU        | 47    |
| SPD        | 44    |
| Die Grünen | 10    |
| FDP        | 9     |
| gesamt     | 110   |

## Fraktionen
- CDU-Fraktion
 Hartmut Nassauer bis 20. November 1990
 Roland Koch seit 27. November 1990
- SPD-Fraktion
 Hans Krollmann bis 22. Februar 1988
 Ernst Welteke seit 22. Februar 1988
- Fraktion Die Grünen
 Joseph Fischer
- FDP-Fraktion
 Otto Wilke

## Abgeordnete
| Name                                   | Lebensdaten | Fraktion   | Wahlkreis/Liste                  | Veränderung                                                              |
| -------------------------------------- | ----------- | ---------- | -------------------------------- | ------------------------------------------------------------------------ |
| Gisela Babel                           | 1938        | FDP        | Landesliste                      | ausgeschieden am 17. Dezember 1990                                       |
| Georg Badeck                           | 1938–2004   | CDU        | Wahlkreis Main-Taunus II         |                                                                          |
| Gerhard Becker (Nidda)                 | 1942–2017   | SPD        | Wahlkreis Wetterau II            |                                                                          |
| Günther Becker (Gießen)                | 1944–2002   | SPD        | Wahlkreis Gießen I               |                                                                          |
| Frank Gustav Beucker                   | 1942        | SPD        | Wahlkreis Wiesbaden II           |                                                                          |
| Iris Blaul                             | 1955        | Die Grünen | Landesliste                      |                                                                          |
| Horst Bökemeier                        | 1935–2015   | SPD        | Wahlkreis Waldeck-Frankenberg I  | ausgeschieden am 15. Juli 1989                                           |
| Hans Christoph Boppel                  | 1951        | Die Grünen | Landesliste                      | ausgeschieden am 14. November 1989                                       |
| Anita Breithaupt                       | 1936–2016   | SPD        | Landesliste                      |                                                                          |
| Werner Breitwieser                     | 1937        | CDU        | nachgerückt                      | …am 11. September 1989 für Abg. Strecker                                 |
| Leonhard Brockmann                     | 1935–2015   | CDU        | Wahlkreis Darmstadt-Dieburg II   |                                                                          |
| Armin Clauss                           | 1938        | SPD        | Landesliste                      |                                                                          |
| Gerhard Dann                           | 1936–2014   | SPD        | Landesliste                      |                                                                          |
| Heide Degen                            | 1937        | CDU        | Wahlkreis Frankfurt am Main II   |                                                                          |
| Claus Demke                            | 1939–2002   | CDU        | Wahlkreis Offenbach Land I       | ausgeschieden am 29. September 1988                                      |
| Jürgen Dieter                          | 1955        | SPD        | nachgerückt                      | …am 25. Juli 1989 für Abg. Görlach                                       |
| Karl-Heinz Ernst                       | 1942        | SPD        | Wahlkreis Schwalm-Eder II        |                                                                          |
| Dieter Fischer (Waldeck)               | 1942        | CDU        | Landesliste                      |                                                                          |
| Joseph Fischer (Frankfurt)             | 1948        | Die Grünen | Landesliste                      |                                                                          |
| Heinz Fraas                            | 1941        | SPD        | Landesliste                      | ausgeschieden am 10. Juli 1989                                           |
| Rudolf Friedrich                       | 1936        | CDU        | Wahlkreis Frankfurt am Main V    |                                                                          |
| Wolfgang Gerhardt                      | 1943–2024   | FDP        | Landesliste                      | ausgeschieden am 27. April 1987                                          |
| Alfons Gerling                         | 1944        | CDU        | Wahlkreis Frankfurt am Main I    |                                                                          |
| Otti Geschka                           | 1939        | CDU        | Landesliste                      | ausgeschieden am 27. April 1987                                          |
| Willi Görlach                          | 1940        | SPD        | Landesliste                      | ausgeschieden am 24. Juli 1989                                           |
| Christoph Greiff                       | 1947–2007   | CDU        | Wahlkreis Bergstraße I           |                                                                          |
| Wolfgang Greilich                      | 1954        | FDP        | nachgerückt                      | …am 18. Dezember 1990 für Abg. Frau Babel                                |
| Herbert Günther                        | 1929–2013   | SPD        | Wahlkreis Kassel-Land II         |                                                                          |
| Jörg-Uwe Hahn                          | 1956        | FDP        | Landesliste                      |                                                                          |
| Bernd Hamer                            | 1939–2004   | CDU        | Wahlkreis Hochtaunus I           |                                                                          |
| Peter Hartherz                         | 1940–2018   | SPD        | Landesliste                      |                                                                          |
| Hans Heimerl                           | 1930        | SPD        | Landesliste                      |                                                                          |
| Rüdiger Hermanns                       | 1940        | CDU        | nachgerückt                      | …am 30. September 1988                                                   |
| Friedrich Karl Hertle                  | 1944        | Die Grünen | Landesliste                      |                                                                          |
| Wolfgang von Heusinger                 | 1928        | CDU        | Landesliste                      |                                                                          |
| Hans-Jürgen Hielscher                  | 1960        | FDP        | Landesliste                      |                                                                          |
| Rudolf Hilfenhaus                      | 1937–2021   | SPD        | Landesliste                      |                                                                          |
| Priska Hinz                            | 1959        | Die Grünen | Landesliste                      | ausgeschieden am 28. September 1989                                      |
| Christel Hoffmann                      | 1949–2018   | SPD        | nachgerückt                      | …am 11. Juli 1989 für Abg. Fraas                                         |
| Heiner Hofsommer                       | 1945–2018   | CDU        | nachgerückt                      | …am 20. November 1990 für Abg. Lengemann                                 |
| Hartmut Holzapfel                      | 1944–2022   | SPD        | Landesliste                      |                                                                          |
| Wolfgang Ibel                          | 1934        | CDU        | Wahlkreis Limburg-Weilburg I     |                                                                          |
| Hans-Jürgen Irmer                      | 1952        | CDU        | nachgerückt                      | …am 20. November 1990 für Abg. Jentsch                                   |
| Hans-Joachim Jentsch                   | 1937–2021   | CDU        | Landesliste                      | ausgeschieden am 19. November 1990                                       |
| Franz Josef Jung                       | 1949        | CDU        | Wahlkreis Rheingau-Taunus I      |                                                                          |
| Reinhard Kahl                          | 1948        | SPD        | Wahlkreis Waldeck-Frankenberg II |                                                                          |
| Manfred Kanther                        | 1939        | CDU        | Wahlkreis Wiesbaden I            |                                                                          |
| Heiner Kappel                          | 1938        | FDP        | Landesliste                      |                                                                          |
| Norbert Kartmann                       | 1949        | CDU        | Wahlkreis Wetterau I             |                                                                          |
| Fritz Kersten                          | 1935–2005   | FDP        | nachgerückt                      | …am 1. September 1989 für Abg. Posch                                     |
| Veronika Kiekheben-Schmidt-Winterstein | 1939        | SPD        | Landesliste                      |                                                                          |
| Lothar Klemm                           | 1949        | SPD        | nachgerückt                      | …am 20. Oktober 1987 für Abg. Frau Rüdiger                               |
| Roland Koch                            | 1958        | CDU        | Wahlkreis Main-Taunus I          |                                                                          |
| Walter Korn                            | 1937–2005   | CDU        | Wahlkreis Main-Kinzig I          |                                                                          |
| Angela Korwisi                         | 1955        | Die Grünen | Landesliste                      |                                                                          |
| Hans Krollmann                         | 1929–2016   | SPD        | Wahlkreis Kassel-Stadt I         |                                                                          |
| Karl Günther Kronawitter               | 1934–2000   | SPD        | Landesliste                      | ausgeschieden am 30. April 1989                                          |
| Wilhelm Küchler                        | 1936        | CDU        | Wahlkreis Hochtaunus II          |                                                                          |
| Matthias Kurth                         | 1952        | SPD        | nachgerückt                      | …am 1. September 1987 für Abg. Steger                                    |
| Erwin Lang                             | 1924–2020   | SPD        | Wahlkreis Groß-Gerau II          | ausgeschieden am 31. Juli 1988                                           |
| Heinrich Lauterbach                    | 1925–1996   | CDU        | Landesliste                      | ausgeschieden am 27. April 1987                                          |
| Martina Leistenschneider               | 1935–2022   | CDU        | nachgerückt                      | …am 7. Januar 1989 für Abg. Müller (Gelnhausen)                          |
| Jochen Lengemann                       | 1938        | CDU        | Landesliste                      | ausgeschieden am 19. November 1990                                       |
| Aloys Lenz (Hanau)                     | 1943        | CDU        | Wahlkreis Main-Kinzig II         |                                                                          |
| Helmut Lenz (Frankfurt)                | 1930–2010   | CDU        | Wahlkreis Frankfurt am Main IV   |                                                                          |
| Frank Lortz                            | 1953        | CDU        | Wahlkreis Offenbach Land III     |                                                                          |
| Gert Lütgert                           | 1939–2016   | SPD        | Wahlkreis Lahn-Dill I            |                                                                          |
| Jürgen May                             | 1950        | SPD        | nachgerückt                      | …am 2. August 1988 für Abg. Lang                                         |
| Dietrich Meister                       | 1927–2014   | CDU        | Landesliste                      |                                                                          |
| Gottfried Milde                        | 1934–2018   | CDU        | Landesliste                      |                                                                          |
| Dietrich Möller (Marburg)              | 1937–2024   | CDU        | Wahlkreis Marburg-Biedenkopf II  |                                                                          |
| Klaus Peter Möller (Gießen)            | 1937–2022   | CDU        | Landesliste                      |                                                                          |
| Rolf Müller (Gelnhausen)               | 1947        | CDU        | Wahlkreis Main-Kinzig III        | ausgeschieden am 31. Dezember 1988                                       |
| Wolfgang Müller (Solms)                | 1936–2024   | SPD        | Wahlkreis Lahn-Dill II           |                                                                          |
| Hartmut Nassauer                       | 1942        | CDU        | Landesliste                      |                                                                          |
| Siegbert Ortmann                       | 1940        | CDU        | nachgerückt                      | …am 28. April 1987 für Abg. Stanitzek                                    |
| Werner Osypka                          | 1931–2012   | CDU        | Wahlkreis Offenbach Land II      |                                                                          |
| Sieghard Pawlik                        | 1941        | SPD        | nachgerückt                      | …am 2. Mai 1989 für Abg. Kronawitter                                     |
| Dirk Pfeil                             | 1948        | FDP        | nachgerückt                      | …am 28. April 1987 für Abg. Schmidt (Kassel)                             |
| Rupert von Plottnitz                   | 1940        | Die Grünen | Landesliste                      |                                                                          |
| Dieter Posch                           | 1944        | FDP        | nachgerückt                      | …am 28. April 1987 für Abg. Gerhardt, ausgeschieden am 1. September 1989 |
| Willi Rausch                           | 1936–2015   | SPD        | Wahlkreis Schwalm-Eder I         |                                                                          |
| Herbert Reeh                           | 1948        | Die Grünen | Landesliste                      |                                                                          |
| Clemens Reif                           | 1949        | CDU        | nachgerückt                      | …am 27. April 1987 für Abg. Weiß                                         |
| Heribert Reitz                         | 1930–2018   | SPD        | Landesliste                      |                                                                          |
| Ulrike Riedel                          | 1948        | Die Grünen | nachgerückt                      | …am 28. September 1989 für Abg. Frau Hinz                                |
| Winfried Rippert                       | 1935–2020   | CDU        | Wahlkreis Fulda I                |                                                                          |
| Karl Hermann Ritter                    | 1931–2006   | SPD        | Wahlkreis Darmstadt-Stadt II     |                                                                          |
| Petra Roth                             | 1944        | CDU        | Wahlkreis Frankfurt am Main VI   |                                                                          |
| Roland Rösler                          | 1943–2020   | CDU        | Wahlkreis Rheingau-Taunus II     |                                                                          |
| Vera Rüdiger                           | 1936        | SPD        | Landesliste                      | ausgeschieden am 14. Oktober 1987                                        |
| Martin Schlappner                      | 1931–2008   | SPD        | Wahlkreis Groß-Gerau I           |                                                                          |
| Bernd Schleicher                       | 1947–2023   | SPD        | Wahlkreis Rotenburg              |                                                                          |
| Udo Schlitzberger                      | 1946        | SPD        | Wahlkreis Kassel-Land I          |                                                                          |
| Alfred Schmidt (Kassel)                | 1938        | FDP        | Landesliste                      | ausgeschieden am 27. April 1987                                          |
| Karin Schmidt (Schwalmstadt)           | 1939–1997   | CDU        | Landesliste                      |                                                                          |
| Karl-Heinz Schmidt (Waldeck)           | 1940–2020   | SPD        | nachgerückt                      | …am 17. Juli 1989 für Abg. Bökemeier                                     |
| Karl Schnabel                          | 1938–2017   | SPD        | Landesliste                      |                                                                          |
| Herbert Schneider (Wiesbaden)          | 1942        | SPD        | Wahlkreis Wiesbaden III          |                                                                          |
| Karl Schneider (Bickenbach)            | 1934–2020   | SPD        | Wahlkreis Darmstadt-Dieburg I    |                                                                          |
| Hermann Schoppe                        | 1937        | CDU        | Wahlkreis Offenbach-Stadt        |                                                                          |
| Hans-Joachim Schulze                   | 1936–2024   | CDU        | nachgerückt                      | …am 28. April 1987 für Abg. Lauterbach                                   |
| Günter Simon                           | 1940        | SPD        | Wahlkreis Hersfeld               |                                                                          |
| Irene Soltwedel                        | 1955        | Die Grünen | Landesliste                      |                                                                          |
| Arnold Spruck                          | 1934–2013   | CDU        | Landesliste                      |                                                                          |
| Reinhold Stanitzek                     | 1939–2011   | CDU        | Landesliste                      | ausgeschieden am 27. April 1987                                          |
| Karl Starzacher                        | 1945        | SPD        | Wahlkreis Gießen II              |                                                                          |
| Ulrich Steger                          | 1943        | SPD        | Landesliste                      | ausgeschieden am 1. September 1987                                       |
| Horst Strecker                         | 1940        | CDU        | Wahlkreis Bergstraße II          | ausgeschieden am 11. September 1989                                      |
| Haidi Streletz                         | 1931–2010   | SPD        | Landesliste                      |                                                                          |
| Georg Sturmowski                       | 1923–2017   | CDU        | Landesliste                      |                                                                          |
| Walter Troeltsch                       | 1928–2025   | CDU        | Landesliste                      |                                                                          |
| Inge Velte                             | 1936–2021   | CDU        | Landesliste                      |                                                                          |
| Lisa Vollmer                           | 1937–2022   | SPD        | Wahlkreis Kassel-Stadt II        |                                                                          |
| Erika Wagner (Eschwege)                | 1933–2011   | SPD        | Wahlkreis Eschwege-Witzenhausen  |                                                                          |
| Ernst-Ludwig Wagner (Angelburg)        | 1950        | SPD        | Wahlkreis Marburg-Biedenkopf I   |                                                                          |
| Ruth Wagner (Darmstadt)                | 1940        | FDP        | Landesliste                      |                                                                          |
| Daniela Wagner-Pätzhold                | 1957        | Die Grünen | Landesliste                      |                                                                          |
| Walter Wallmann                        | 1932–2013   | CDU        | Landesliste                      |                                                                          |
| Josef Weber                            | 1935        | CDU        | Wahlkreis Fulda II               |                                                                          |
| Eberhard Weghorn                       | 1947        | FDP        | Landesliste                      |                                                                          |
| Kurt Weidmann                          | 1937–2014   | SPD        | Wahlkreis Darmstadt-Stadt I      |                                                                          |
| Karlheinz Weimar                       | 1950        | CDU        | Wahlkreis Limburg-Weilburg II    |                                                                          |
| Gerald Weiß                            | 1945–2022   | CDU        | Landesliste                      | ausgeschieden am 27. April 1987                                          |
| Reinhold Weist                         | 1953        | Die Grünen | nachgerückt                      | …am 15. November 1989 für Abg. Boppel                                    |
| Ernst Welteke                          | 1942        | SPD        | Landesliste                      |                                                                          |
| Gerhard Wenderoth                      | 1930–2002   | CDU        | Wahlkreis Frankfurt am Main III  |                                                                          |
| Otto Wilke                             | 1937–2018   | FDP        | Landesliste                      |                                                                          |
| Wolfgang Windfuhr                      | 1936–2018   | CDU        | Landesliste                      |                                                                          |
| Horst Winterstein                      | 1934–2006   | SPD        | Landesliste                      |                                                                          |
| Günter Zabel                           | 1926–2020   | SPD        | Wahlkreis Odenwald               |                                                                          |
| Jochen Zwecker                         | 1936–2022   | SPD        | Wahlkreis Vogelsberg             |                                                                          |